# Пројекат Азоријан
40° 06′ С; 179° 54′ И / 40.1° С; 179.9° И
Пројекат Азоријан (енгл. Project Azorian; погрешно називан „Џенифер” у новинама према TS SC) био је амерички пројекат Централне обавештајне агенције (CIA) за извлачење потопљене совјетске подморнице K-129 са дна Тихог океана 1974, користећи наменски изграђен брод Хјуз Гломар експлорер. Потонуће K-129 1968. десило се отприлике 2.890 km (1.560 nmi) северозападно од Хаваја. Пројекат Азоријан је била једна од најкомплексинијих, скупљих и тајновитијих обавештајних операција Хладног рата — с ценом од око 800 милиона $ (екв. 4 милијарде $ у 2017).